# 悔恨の日々作戦
悔恨の日々作戦（かいこんのひびさくせん、ヘブライ語: מבצעימיתשובה）は、2024年10月26日にイスラエル航空宇宙軍が実施した、イラン領内等の軍事施設への空爆作戦。
10月1日のイランによるイスラエルへのミサイル攻撃への報復として、イラン国内20か所およびイラク、シリアの各地へ3波にわたる空爆を実施し、イランは1980年代初めて国外の敵対勢力から本格的な攻撃を受けたこととなった。
イスラエルは、イランの防空陣地、無人航空機製造工場、ミサイル製造施設などを標的とし、イスラエル航空宇宙軍のF-35I戦闘機を含む100機以上の作戦機が参加、2,000km以上を長距離飛行して空爆を実施して全機帰還した。
イラン軍はイスラエルが北部テヘラン州、南西部フーゼスターン州、西部イーラーム州の軍事施設を攻撃したと発表、イラン国営通信は、イスラエルの空爆で防空部隊の兵士4人が死亡したと報道し、イラン国連代表部はイスラエルがイラク領空を使用して攻撃を行ったと主張した。
アメリカ合衆国の調査では、このイスラエルの攻撃でイランのミサイル生産能力が麻痺し、再建まで少なくとも1年はかかるとの見通しを示した。

## 背景
イランとイスラエルは秘密裡に戦争を継続しており、イランは親イラン武装組織ネットワークの抵抗の枢軸を支援してイスラエルの権益を狙い、イスラエルはイラン高官や核技術者の暗殺、イランへのサイバー攻撃を行っていた。イスラエルは、イラン指導部によるイスラエル破壊の呼びかけ、過激派組織支援、核開発により、イランを最大の脅威と見做しており、両国間の緊張は2023年10月7日のハマースによるイスラエル攻撃で高まりを見せた。
2024年4月1日、イスラエルはシリアの首都ダマスカスのイラン大使館を空爆し、イスラム革命防衛隊のゴドス軍上級司令官モハマド・レザ・ザヘディを含む7人を殺害、イランは報復として4月13日にイスラム革命防衛隊がイスラエルへドローンとミサイル攻撃を実施し、イスラエル航空宇宙軍のネバティム空軍基地とラモン空軍基地が軽微な被害を受けた。イスラエルは4月19日に報復としてイラン中部エスファハーンの防空施設へ限定的な攻撃を実施した。
9月27日、レバノン首都ベイルートのヒズボラ本部をイスラエル国防軍が空爆し、ヒズボラ最高指導者ハサン・ナスララ、ヒズボラ南部戦線司令官アリ・カラキ、イスラム革命防衛隊作戦副司令官アッバース・ニルフォローシャンを殺害、イランは報復として10月1日にイスラエルを弾道ミサイルで攻撃し、軍事施設3か所へ180発以上を発射、イスラエル首相ベンヤミン・ネタニヤフはイランが「大きな過ち」を犯したとして、「必ず代償を払うことになる」述べた。

## イランへの空爆
イスラエルは10月1日の弾道ミサイル攻撃の報復としてイランの軍事施設への攻撃実施を、アメリカ合衆国のジョー・バイデン政権へ事前通知し、10月26日早朝に空爆を開始した。イランに対しても空爆の数時間前に攻撃目標を通知し、反撃しないよう警告していた。
作戦には、ネバティム空軍基地に所在するF-35Iを含む100機以上が投入され、空中給油機による支援を受けながら2,000km以上の長距離飛行を行い、戦闘捜索救難のため第669部隊も待機していた。
イランへの空爆は、3波に分かれて行われ、イランの首都テヘラン周辺と西のキャラジほか、エマーム・ホメイニー国際空港周辺、イラン北東部のマシュハド、西部ケルマーンシャー、北西部ザンジャーンでも爆発音が聞こえ、爆発音はシリアの首都ダマスカス近郊でも聞こえた。イスラム革命防衛隊は、複数のミサイル基地とエマーム・ホメイニー国際空港に配備されていた首都防空用のS-300地対空ミサイルなどが攻撃を受けたほか、パルチンの軍事施設に無人航空機による攻撃があり、1機が施設に到達したと発表した。また、イラン軍はイスラエルの攻撃への迎撃に成功したものの、兵士4人の死亡と数か所のレーダーサイトに被害を受けたことを発表した。
シリア国営通信はシリア中部および南部の軍事施設が攻撃を受けたが迎撃したと報じた。
イスラエル標準時午前6時頃、イスラエル国防軍はイランの複数の軍事目標と防空施設への精密攻撃実施と作戦機が無事に帰還し、作戦終了を発表した。

## 反応

### イスラエル
イラン空爆翌日の10月27日、2023年10月7日のハマースによるイスラエル攻撃の犠牲者追悼式典において、イスラエル首相ベンヤミン・ネタニヤフは「イランの防衛能力とミサイル製造能力に大きな打撃を与え、精密かつ強力な攻撃によりすべての目的を達成した」と演説の中で述べ、イスラエル国防軍参謀総長ヘルジ・ハレヴィは、「我々はあらゆる場面ですべてのシナリオに対応する準備ができている」と語っている。

### イラン
イラン外務省は、イスラエルの攻撃を明確な国際法違反と非難し、「外国の侵略行為に対して自衛の権利と義務がある」として国際連合加盟国の自衛権を定めた国際連合憲章第51条を挙げた。
イラン最高指導者アリー・ハーメネイーは10月27日に、イスラエルの攻撃を「誇張や過小評価」すべきではないと述べ、イラン大統領マスウード・ペゼシュキヤーンは、「我々は戦争を望まないが、国民と国家の権利を守る」と述べていたが、11月2日にハーメネイーはイランアメリカ大使館人質事件から45周年の記念行事の席上で、「アメリカとイスラエルは必ず厳しい対抗措置を受けることになる」と演説、再報復について言及した。

### 国際社会の反応
- 国際連合：国連事務総長アントニオ・グテーレスは、中東地域での緊張の高まりを「深く憂慮する」と述べた[42]。10月28日には、国連安保理の緊急会合がイランの要請で開かれた[43]。
- イラク：イラク首相官邸は、イスラエルが露骨な侵略行為を繰り返し、攻撃的な政策で地域紛争を拡大させていると非難した[44]。
- オマーン：オマーン外務省（英語版）は、イスラエルの攻撃はイランの主権に対する「明確な侵害」として非難した[42]。
- サウジアラビア：サウジアラビア外務省（英語版）は、イスラエルによる攻撃はイランの「主権侵害」であるとし、両国に自制を求めた[42]。
- シリア：シリア外務省（英語版）は、「イランは自国の防衛と国土、国民の生命を守る正当な権利を有している」とし、イランとの連帯を表明した[42]。
- 日本：内閣官房長官林芳正は、10月29日午後の記者会見で「報復の応酬を深く懸念しており、事態をエスカレートさせる行動も強く非難する。これまでもイスラエル、イラン双方に自制を強く求めてきたが、改めてすべての関係者に対して事態の沈静化を強く求める」と述べた[43]。
- トルコ：トルコ外務省（英語版）は、イスラエルが中東地域を「より広範な戦争」に巻き込むだろうとして、イスラエルを非難した[42]。
- ヨルダン：ヨルダン外務省は、地域の緊張緩和に向けた第一歩として、イスラエルのガザ地区、ヨルダン川西岸（英語版）、レバノンに対する侵攻を阻止するため、即時措置を講じる必要があると述べた[42]。
- エジプト：エジプト外務省（英語版）は、「中東地域の安全と安定を脅かす、あらゆる行為を非難する」と声明を出した[42]。
- アメリカ合衆国：国家安全保障会議報道官ショーン・サベットは、イスラエルのイランに対する攻撃は10月1日のイランからのミサイル攻撃に対する自衛権の行使という見解を示した[45]。
- イギリス：イギリス首相キア・スターマーは、イスラエルのイラン空爆に対して「イスラエルはイランの侵略への自衛権があることは明らかであり、中東情勢の緊張状態を緩和させるためにも、すべての当事国に自制を促す必要がある。我々は引き続き同盟国と協力し、中東全体の緊張状態を緩和していくつもりである」と記者会見で語った[46]。
- フランス：フランス外務省は、「極めて緊張した地域情勢の悪化の可能性があるいかなる行動も当事国は自制しなければならい」と声明を発表した[42]。
- ロシア：ロシア外務省の報道官マリア・ザハロワはすべての当事国に対して自制と暴力の停止を促し、「事態の悲惨な状況への発展を防ぐよう求める」と述べた[42]。